# NGC 474

NGC 474

NGC 474 هي مجرة إهليلجية وتبعد حوالي 100 مليون سنة ضوئية تقع في كوكبة الحوت. ومن المعروف أن هذه المجرة الكبيرة تمتلك ذيل المد والجزر على الرغم من أن أصولها لا تزال غير معروفة.

## وصلات خارجية
- NGC 474 على موقع ويكي سكاي: DSS2, SDSS, GALEX, IRAS, Hydrogen α, X-Ray, Astrophoto, Sky Map, Articles and images